# John Fenning
John Reginald Keith Fenning (ur. 23 czerwca 1885 w Fulham, zm. 3 stycznia 1955 w Coventry) – brytyjski wioślarz, złoty medalista w wioślarskiej dwójce bez sternika podczas letnich igrzysk olimpijskich w Londynie.

## Osiągnięcia
- Igrzyska Olimpijskie – Londyn 1908 – dwójka bez sternika – 1. miejsce[2].
- Igrzyska Olimpijskie – Londyn 1908 – czwórka bez sternika – 2. miejsce[2].